# Читра (гопи)
Чи́тра (IAST: Citrā) — четвёртая из восьми главных гопи, известных как ашта-сакхи, в традиции поклонения Радхе и Кришне в гаудия-вайшнавизме.
Читра на 26 дней старше Радхи. Описывается, что её кожа красноватого цвета подобно кункуме и она одета в блестящие как кристалл одежды. Она может читать между строк и легко разгадывает скрытые намерения автора. Она обладает очень кротким нравом и является искусным поваром, в особенности в приготовлении различных нектарных напитков для Радхи и Кришны. Говорится также, что она учёный астролог и астроном и умелая садовница. Другим её служением является плетение гирлянд для Радхи и Кришны. Родом она из деревни Чиксоли, в 1½ километрах к юго-западу от Варшаны в районе Вриндаваны. Её отца зовут Чатура,  а мать — Чарвика. Замужем она за Питхарой.